# Mokslo ir enciklopedijų leidybos centras

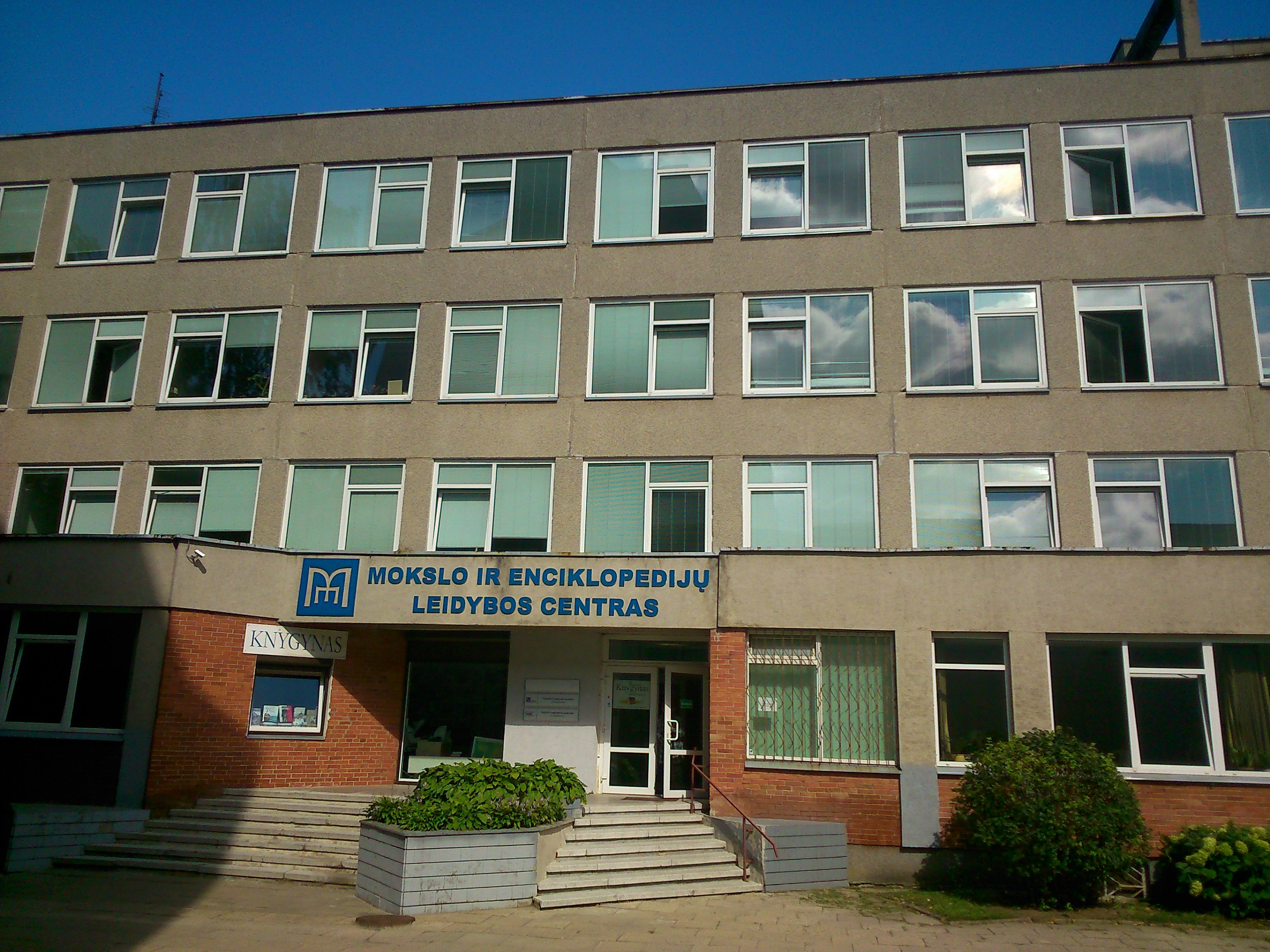
MELC in Karoliniškės

Mokslo ir enciklopedijų leidybos centras (MELC) ist ein Verlag für Enzyklopädien (wie Visuotinė lietuvių enciklopedija, Lietuviškoji tarybinė enciklopedija) und andere Bücher in Vilnius, Litauen. Es untersteht dem Bildungsministerium Litauens. 
Es entstand 2010 aus dem Mokslo ir enciklopedijų leidybos institutas (MELI). Dieses Institut war Nachgänger des Verlags Mokslo ir enciklopedijų leidykla (gegründet 1992 aus zwei Verlagen: Mokslo leidykla und Valstybinė enciklopedijų leidykla).